# 시민 전쟁기념관

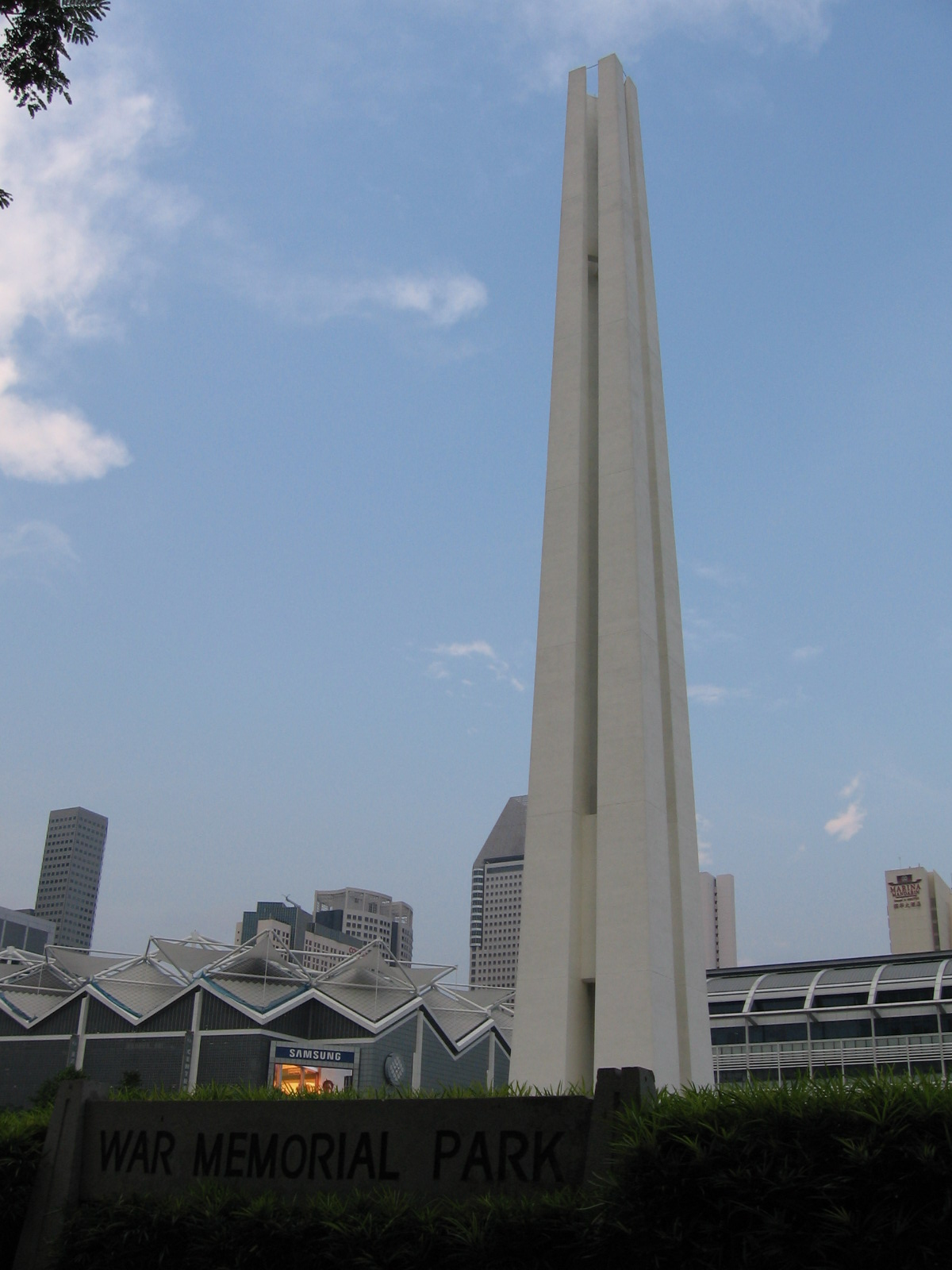

시민 전쟁기념관(Memorial to the Civilian Victims of the Japanese Occupation 또는 Civilian War Memorial, 중국어: 日本占领时期死难人民纪念碑)은 싱가포르의 전쟁 기념관이다.
시민 전쟁기념관은 2차 세계대전 일본 점령시기에 전사한 시민들을 추모하기 위해 세워진 곳이다. 70m 높이의 네 개의 뾰족탑으로 구성된 구조물은 싱가포르의 주요 4개 민족을 상징한다.

## 같이 보기
- 싱가포르의 역사
- 크랜지 전쟁기념관